# Касансай (футбольний клуб)

Старий логотип клубу

Футбольний Клуб «Касансай» (Касансай) або просто «Касансай» (узб. «Kosonsoy» futbol klubi) — професіональний узбецький футбольний клуб з міста Касансай, в Наманганській області.

## Колишні назви
- 1984—1991: «Касансаєць» (Касансай)
- 1992: «Косонсойчі» (Касансай)
- 1993—1995: «Кушон» (Касансай)
- 1996—2002: ФК «Касансай»
- 2003: Навбахор-2 (Касансай)
- 2004: ФК «Касансай»
- 2005—2007: «Касансай Заковат» (Касансай)
- 2007—…: ФК «Касансай»

## Історія
Футбольний клуб «Касансаєць» був заснований у місті Касансай в 1984 році. У 1984 році команда дебютувала у 7-й зоні Другої ліги Чемпіонату СРСР. У 1989 році він брав участь у розіграші Кубку СРСР. У 1990 році після реорганізації футбольних ліг в Радянському Союзі клуб було переведено до 9-ї зони Другої нижчої ліги, в якій зайняв 2-ге місце і повернувся в 1991 році до Другої ліги зони «Схід».
У 1992 році клуб змінив назву на «Косонсойчі» (Касансай) і дебютував в розіграші першого незалежного чемпіонату серед клубів Вищої ліги Узбекистану. У 1993 році клуб змінив свою назву на «Кушон» (Касансай), але зайняв передостаннє 15-те місце в чемпіонаті, і вилетів до Першої ліги. У 1994 році він посів 3-тє місце, а в 1995 році зайняв 2-ге місце і повернувся до Вищої ліги. У 1996 році, перед початком сезону у Вищій лізі змінив свою назву на ФК «Касансай». В 1998 році він зайняв останнє 16-те місце в лізі і знову повернувся до Першої ліги.
У 2003 році клуб злився з другою командою Навбахора і грав у Першій лізі під назвою Навбахор-2 (Касансай). У 2004 році клуб повернув назву ФК «Касансай». У 2005—2007 роках, виступав під назвою «Касансай Заковат» (Касансай), під назвою тодішнього головного спонсора клубу, пізніше повернувся до історичної назви клубу ФК «Касансай». У 2005 році клуб зіграв один сезон у Другій лізі. У 2008—2009 роках із фінансових причин не грав у Першій лізі.

## Досягнення
- Друга ліга СРСР
  -  Срібний призер (1) 1988

- Чемпіонат Узбекистану
  - 12-те місце: 1992

- Кубок Узбекистану:
  - 1/4 фіналу: 1992

## Відомі гравці
- / Вадим Абрамов
- / Анвар Жабборов
- / Сергій Казанков
- / Віктор Макаров
- / Юрій Миколаєнко
- / Ораз Назаров
- / Юрій Овчаров
- / Олег Кашшоров
- / Фарід Хабібулін
- Ринат Нурмухаммедов
- Хусан Байметов
- Бахтияр Бобоєв
- Таліб Бобоєв
- Фуркат Есонбоєв
- Анатолій Козак
- Хамід Дададжонов
- Ельдар Сакаєв
- Шаміль Таліпов

## Тренери
…
- 1987:  Олег Бугайов

…
- 01.1989–06.1989:  Валерій Василенко
- 07.1989–1990:  Сергій Сопін
- 1991—1992: / Валерій Любушин
- 1993:  Раків Багауддінов

…
- 1996:  Зафар Расулов
- 1997—08.1997:  Авшат Абдулін
- 08.1997—07.1998:  Усманжон Аскаралієв
- 07.1998—12.1998:  Бахтияр Бабаєв

…
- 2010—…:  Мешмоншон Солішоджаєв